# Mainake (revista)
Mainake es una revista española de arqueología editada por el Centro de Ediciones de la Diputación de Málaga. Fue fundada en 1979 y tiene una asiduidad de un número al año, en 2008 se publicó el número 30. La revista se centra en estudios sobre la provincia de Málaga, aunque también se trata otros temas arqueológicos, y abarca todos los periodos desde el Paleolítico hasta la Edad Media.